# Naum Schopow
Naum Schopow (bulgarisch Наум Шопов; * 27. Juli 1930 in Stara Sagora; † 18. April 2012 Sofia) war ein bulgarischer Schauspieler.

## Leben
Schopow spielte über mehr als drei Jahrzehnte an einem Armeetheater, bevor er dann an das Nationaltheater in Sofia ging. Er spielte auch in vielen Filmen und war außerdem als Filmregisseur und Drehbuchautor aktiv.
Verheiratet war er mit der Schauspielerin Nevena Simeonowa. Seine Kinder Christo Schopow und Liza Schopowa wurden ebenfalls Schauspieler.
Auf dem Internationalen Filmfestival von Karlsbad wurde er 1966 für den Film Der Zar und der General als bester Schauspieler geehrt. 1968 gewann er mit dem Film Sluchayat Penleve eine Goldene Rose.

## Filmografie
- Bednata ulitza, 1960
- Dvama pod nebeto, 1962
- Inspektorat i noshtta, 1963 (deutsch: Fahndung bei Nacht, 1965)
- Kradetzat na praskovi, 1964 (deutsch: Der Pfirsichdieb, 1965)
- Neveroyatna istoriya, 1964
- Do grada e blizo, 1965
- Valchitsata, 1965 (deutsch: Die Wölfin, 1965)
- Proizshestvie na slyapata ulitza, Fernsehserie, ab 1965
- Tsar i general, 1966 (deutsch: Der Zar und der General, 1966)
- Izgonen ot raya, Kurzfilm, 1967
- Ako ne ide vlak, Kurzfilm, 1967
- Sluchayat Penleve, 1968
- Nebeto na Veleka, 1968
- Ikonostasat, 1969 (deutsch: Die Altarwand, 1969)
- Skorpion sreshtu Daga, 1969
- Knyazat, 1970 (deutsch: Der Fürst, 1970)
- Nyama nishto po-hubavo ot loshoto vreme, 1971
- Demonat na imperiyata, Fernsehserie, 1971
- Gola savest, 1971
- Komitet 19-ti, 1971
- Hlyab, 1972 (als Regisseur und Drehbuchautor)
- Treta sled slantzeto, 1972
- Byalata odiseya, 1973
- Nona, 1973
- Vetchni vremena, 1974
- Dublyorat, 1974 (deutsch: Das Double, 1976)
- Wilna Zona, 1975 (deutsch: Die Gartenparty, 1976)
- Soldaty svobody, 4-teilige Fernsehserie, ab 1977 (deutsch: Soldaten der Freiheit, ab 1977)
- Zavrashtane ot Rim, Fernsehserie, ab 1977
- Rali, Fernsehfilm, 1978
- Toplo, 1978 (deutsch: Heiß, heißer ..., 1979)
- Royalat, 1979
- Po diryata na bezsledno izcheznalite, Fernsehserie, ab 1979
- Bedniyat Luka, 1979 (deutsch: Der arme Luka, 1980)
- Kapitan Petko Voyvoda, 7-teilige Fernsehserie, ab 1981
- Pod odnim nebom, 1982 (deutsch: Unter einem Himmel), 1982
- Za gospozhitzata i neynata mazhka kompaniya, 1983 (deutsch: Rosen für die Sängerin, 1984)
- Konstantin Filosof, 1983
- Denyat ne si lichi po zaranta, Fernsehserie, ab 1985
- Ne se sardi, choveche, 1985
- Gorski hora, 1985
- Eshelonite, 1986
- Bolshaya igra, 4-teilige Fernsehserie, ab 1988
- Vecheri v Antimovskiya han, Fernsehserie, ab 1988
- Zaplahata, 1989
- Zavrashtane, 1989
- Ekkehard, 6-teilige Fernsehserie, ab 1990
- Tishina, 1991
- Onova neshto, 1991
- O, Gospodi, kade si?, 1991
- Bashtata na yaytzeto, 1991
- Malchanieto, 1991
- Granitza, 1994
- Ezernoto momche, 1995
- Racket, 6-teilige Fernsehserie, ab 1997
- Wagner, 1998
- Magyosnitzi, 1999
- Priyatelite me narichat chicho, 2006
- One Short Story, Fernsehfilm, 2007
- Children of Wax, 2007
- Incognita, 2012